# Puerto Nuevo, Baja California
Puerto Nuevo är en ort i Mexiko.   Den ligger i kommunen Playas de Rosarito och delstaten Baja California, i den nordvästra delen av landet, 2 300 km nordväst om huvudstaden Mexico City. Puerto Nuevo ligger 23 meter över havet och antalet invånare är 135.
Terrängen runt Puerto Nuevo är huvudsakligen kuperad, men västerut är den platt. Havet är nära Puerto Nuevo åt sydväst. Runt Puerto Nuevo är det tätbefolkat, med 913 invånare per kvadratkilometer. Närmaste större samhälle är Rosarito, 16,7 km nordväst om Puerto Nuevo. Omgivningarna runt Puerto Nuevo är i huvudsak ett öppet busklandskap.